# Frida Wulff
Frida Wulff (* 12. Februar 1876 in Stralsund als Frida Sander; † 11. Januar 1952 in Stralsund) war eine deutsche Politikerin (SPD, USPD).

## Leben und Wirken
Wulff besuchte die Volksschule. Anschließend absolvierte sie eine Schneiderinnenlehre. Als junge Frau trat sie der Sozialdemokratischen Partei Deutschlands (SPD) bei. Für diese war sie agitatorisch und organisatorisch tätig. Später wurde sie Parteisekretärin in Breslau und Berlin. Während des Ersten Weltkriegs arbeitete sie als Fabrikpflegerin in Aschersleben. Außerdem wechselte sie zu dieser Zeit in die Unabhängige Sozialdemokratische Partei Deutschlands (USPD).
Von der Novemberrevolution bis zum 1. Januar 1920 war sie Stadtverordnete in Aschersleben. Bei der Reichstagswahl vom Juni 1920 wurde Wulff als Kandidatin der SPD für den Wahlkreis 4 (Potsdam I) in den Reichstag gewählt, dem sie bis zum Mai 1924 angehörte. Daneben war sie für verschiedene Parteizeitungen wie die Gleichheit tätig, ein Organ, das sich insbesondere den Belangen der Frauenbewegung aus einer sozialdemokratischen Perspektive widmete.
Zur Zeit des Zweiten Weltkrieges kehrte sie nach Stralsund zurück. Nach dem Krieg war sie 1945 Vorsitzende des Antifaschistischen Frauenausschusses in Stralsund. Sie wurde 1946 Mitglied der SED.